# Árapatak
Árapatak (románul Araci, németül Arndorf) falu Romániában, Kovászna megyében. A falu Előpatak község központja, amihez rajta kívül Előpatak, Erősd és Hete tartozik.

## Fekvése
Sepsiszentgyörgytől 14 km-re délnyugatra az Olt jobb partján fekszik.

## Nevének eredete
Eredeti neve Árvapatak volt, és arra a vízfolyásra vonatkozott, amely mellett fekszik.

## Története
Református temploma a 13. század végén épülhetett, a 15. században gótikus stílusban átépítették. 1658-ban a tatárok elpusztították. 1659-ben újjáépítették, de 1683-ban tűzvészben leégett. A 18. században ismét újjáépítették. 2000-ben töredékes freskók kerültek elő ekkor a szentély felső, karzati szintjén és a diadalív belső oldalán. Reformáció utáni al secco-technikájú dekoratív festésnyomok is előkerültek a templombelsőben. A szószék belső-, fali oldalán egy latin feliratos, címeres, reneszánsz ornamentikával ellátott síremlék található, mely Geréb Benedeknek készült 1602-ben. Ennek felületét a XX. század elején átfestették. A barokk, feliratos szószékkorona 1772-ből származik.
2007-ben kiásták az egykori sekrestye alapfalait, a szentély északi oldalán. A templom átfogó felújítására 2008 nyarán került sor.
1849. január 2-án itt kötötték meg a háromszéki és császári haderő közötti árapataki szerződést. Felsőfehér vármegyéhez tartozott, majd amikor az megszűnt az 1876-os megyerendezés során, az ugyanakkor létrejött Háromszék vármegye része lett. A trianoni békeszerződésig Háromszék vármegye Miklósvári járásához tartozott.

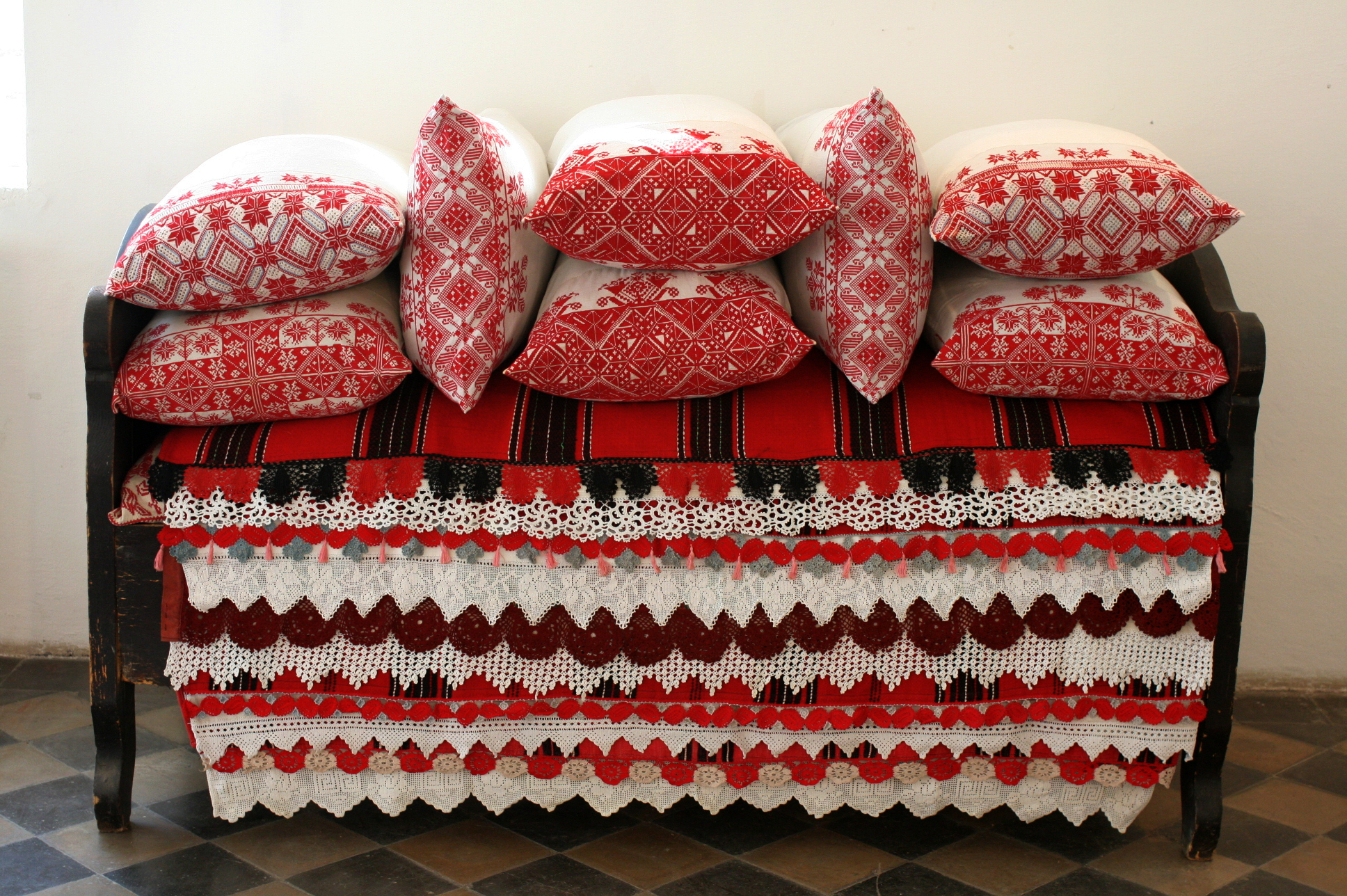
20. század eleji árapataki vetettágy rekonstrukciója

1910-ben 1523 lakosa volt. 1992-ben 1373 lakosából, 964 román, 406 magyar, 3 német volt.
A község polgármestere Kovács László (RMDSZ), annak ellenére, hogy a magyarság számbeli kisebbségben van.

## Nevezetességek
- Árapataki varrottas
- Református templom
- Damokos-udvarház[2]

## Híres emberek
- Itt született 1882-ben Romulus Cioflec román író, mellszobra az iskola előtt áll.
- Itt született 1928-ban Dávid Gyula irodalomtörténész
- Itt élt és dolgozott Csulak Magda textilművész, aki összegyűjtötte a falu messzeföldön híres hímzéseinek motívumait.
- Itt született Lőrinczi Etelka a helyi kultúra kutatója és ápolója.